# Holoplatys
Genre
Synonymes
- Valloa Peckham & Peckham, 1903

Holoplatys est un genre d'araignées aranéomorphes de la famille des Salticidae.

## Distribution
Les espèces de ce genre se rencontrent en Océanie et à Sumatra.

## Liste des espèces
Selon World Spider Catalog (version 18.0, 04/07/2017) :
- Holoplatys apressus (Powell, 1873)
- Holoplatys bicolor Simon, 1901
- Holoplatys bicoloroides Zabka, 1991
- Holoplatys borali Zabka, 1991
- Holoplatys braemarensis Zabka, 1991
- Holoplatys bramptonensis Zabka, 1991
- Holoplatys canberra Zabka, 1991
- Holoplatys carolinensis Berry, Beatty & Prószyński, 1996
- Holoplatys chudalupensis Zabka, 1991
- Holoplatys colemani Zabka, 1991
- Holoplatys complanata (L. Koch, 1879)
- Holoplatys complanatiformis Zabka, 1991
- Holoplatys daviesae Zabka, 1991
- Holoplatys dejongi Zabka, 1991
- Holoplatys desertina Zabka, 1991
- Holoplatys digitatus Zhou, Irfan & Peng, 2017
- Holoplatys embolica Zabka, 1991
- Holoplatys fusca (Karsch, 1878)
- Holoplatys grassalis Zabka, 1991
- Holoplatys invenusta (L. Koch, 1879)
- Holoplatys jardinensis Zabka, 1991
- Holoplatys julimarina Zabka, 1991
- Holoplatys kalgoorlie Zabka, 1991
- Holoplatys kempensis Zabka, 1991
- Holoplatys lhotskyi Zabka, 1991
- Holoplatys mascordi Zabka, 1991
- Holoplatys meda Zabka, 1991
- Holoplatys minuta Zabka, 1991
- Holoplatys oakensis Zabka, 1991
- Holoplatys panthera Zabka, 1991
- Holoplatys pedder Zabka, 1991
- Holoplatys pemberton Zabka, 1991
- Holoplatys planissima (L. Koch, 1879)
- Holoplatys queenslandica Zabka, 1991
- Holoplatys rainbowi Zabka, 1991
- Holoplatys semiplanata Zabka, 1991
- Holoplatys strzeleckii Zabka, 1991
- Holoplatys tasmanensis Zabka, 1991
- Holoplatys windjanensis Zabka, 1991

## Publication originale
- Simon, 1885 : Matériaux pour servir à la faune arachnologique de la Nouvelle Calédonie. Annales de la Société Entomologique de Belgique, vol. 29, (C.R.), p. 87-92 (texte intégral).